# بیوترمودینامیک
اصول ترمودینامیک و کاربردهای تجربی آن سال‌ها در فیزیولوژی، بیوشیمی و بیوفیزیک اساسی بوده و اهمیت آن‌ها در حال افزایش است.
در واقع هدف، ارائه اصول اساسی ترمودینامیک و توضیح آن‌ها با بحث‌هایی از مسائل بیوشیمی و بیوفیزیک است.
بیوترمودینامیک مطالعه کمی انتقال‌های انرژی است که در یا بین موجودات زنده، ساختارها و سلول‌ها و ماهیت و عملکرد فرآیندهای شیمیایی زیربنایی این انتقال‌ها رخ می‌دهد.
ترمودینامیک زیستی ممکن است به این سوال که آیا مزایای مرتبط با هر صفت فنوتیپی خاص ارزش سرمایه گذاری انرژی مورد نیاز را دارد یا خیر بپردازد.

### تاریخچه
کتاب پزشک و بیوشیمی‌ دان آلمانی-بریتانیایی تحت عنوان "انرژی در ماده زنده" نوشته‌ی هانس کورنبرگ در سال 1957 اولین انتشار عمده در مورد ترمودینامیک واکنش‌های بیوشیمیایی بود.
علاوه بر این، ضمیمیه حاوی اولین جداول ترمودینامیکی منتشر شده بود که توسط کنت برتون نوشته شده بود که حاوی ثابت‌های تعادل و انرژی آزاد گیبس گونه‌های شیمیایی است که قادر به محاسبه واکنش‌های بیوشیمیایی است که هنوز رخ نداده‌اند.
ترمودینامیک غیرتعادلی برای تنظیم اینکه چگونه ارگانیسم‌های بیولوژیکی می‌توانند از بی‌نظمی رشد کنند، استفاده شده است. ایلیا پریگوژین روش‌هایی را برای عملیات ترمودینامیکی چنین سیستم‌هایی توسعه داد. او این سیستم‌ها را سیستم‌های اتلافی نامید، زیرا آن‌ها توسط فرایندهای اتلاف‌ کننده‌ای که انرژی بین سیستم و محیط آن مبادله می‌کنند، شکل می‌گیرند و حفظ می‌شوند و اگر آن‌ها متوقف شوند، ناپدید می‌شود. شاید بتوان گفت که آن‌ها در همزیستی با محیط خود زندگی می‌کنند. تبادلات انرژی در زیست‌شناسی عمدتا به فتوسنتز وابسته است. کل انرژی جذب شده توسط فتوسنتز در گیاهان سبز از تابش خورشیدی حدود 2 x 1023 ژول انرژی در سال است. انرژی سالانه جذب شده توسط فتوسنتز در گیاهان سبز حدود 4 درصد از کل انرژی نور خورشید است که به زمین می‌رسد.

### تمرکز ترمودینامیک در زیست شناسی
رشته بیوترمودینامیک بر اصول ترمودینامیک شیمیایی در زیست‌شناسی و بیوشیمی متمرکز است. اصول پوشش داده شده شامل قانون اول ترمودینامیک، قانون دوم ترمودینامیک، انرژی آزاد گیبس، ترمودینامیک آماری، سینتیک واکنش و فرضیه‌های منشا حیات است.
در حال حاضر، بیوترمودینامیک به مطالعه دینامیک بیوشیمیایی داخلی مانند:هیدرولیزATP، پایداری پروتئین،اتصال DNA، انتشار غشا،سینتیک آنزیم و سایر مسیرهای کنترل شده انرژی می‌پردازد. از نظر ترمودینامیک، مقدار انرژی که قادر به انجام کار در طول یک واکنش شیمیایی است به صورت کمی با تغییر در انرژی آزاد گیبس اندازه‌گیری می‌شود. زیست شناسی فیزیکی، آلفردلوتکا، تلاش کرد تا تغییر در انرژی آزاد گیبس را با نظریه تکاملی یکی کند.

### نظریه ترمودینامیکی تکامل
تکامل بیولوژیکی را می‌توان از طریق یک نظریه ترمودینامیکی توضیح داد. دو قانون ترمودینامیک برای چارچوب دادن به نظریه‌ی بیولوژیکی تکامل استفاده می‌شود. قانون اول ترمودینامیک می‌گوید که انرژی را نمی‌توان ایجاد کرد یا از بین برد. هیچ زندگی نمی‌تواند انرژی ایجاد کند اما باید آن را از طریق محیط خود به دست آورد. قانون دوم ترمودینامیک بیان می‌کند که انرژی می‌تواند تبدیل شود و هر روز در زندگی اتفاق می‌افتد. همان‌طور که موجودات انرژی را از محیط خود می‌گیرند می‌توانند آن را به انرژی مفید تبدیل کنند.
مثال کلی این است که سیستم باز را می‌توان به عنوان هر اکوسیستمی تعریف کرد که به سمت به حداکثر رساندن پراکندگی انرژی حرکت کند. همه چیز برای تولید حداکثر آنتروپی تلاش می‌کند، که از نظر تکامل، در تغییرات DNA برای افزایش تنوع زیستی رخ می‌دهد. بنابراین تنوع را می‌توان به قانون دوم ترمودینامیک مرتبط کرد. هم‌چنین می‌توان گفت که تنوع یک فرایند انتشار است که به سمت تعادل دینامیکی برای به حداکثر رساندن آنتروپی منتشر می‌شود. بنابراین ترمودینامیک می‌تواند جهت و سرعت تکامل را همراه با جهت و سرعت جانشینی توضیح دهد.

### مثال‌ها

#### قانون اول ترمودینامیک
قانون اول ترمودینامیک بیانیه‌ای از بقای انرژی است. اگرچه می‌توان آن را از شکلی به شکل دیگر تغییر داد،اما انرژی نه ایجاد می‌شود و نه از بین می‌رود. از قانون اول، اصلی به نام هس به وجود می‌آید. قانون هس بیان می‌کند که گرمای جذب شده یا تکامل یافته در یک واکنش معین باید همیشه ثابت و مستقل از نحوه انجام واکنش باشد. اگرچه برخی از واکنش‌های میانی ممکن است گرماگیر و برخی دیگر ممکن است گرمازا باشند، تبادل حرارت کل برابر با تبادل حرارتی است که فرایند مستقیما رخ داده باشد. این اصل اساس کالری‌سنج است، دستگاهی که برای تعیین میزان گرما در یک واکنش شیمیایی استفاده می‌شود. از آن جایی که تمام انرژی دریافتی به عنوان غذا وارد بدن می‌شود و در نهایت اکسید می‌شود، کل تولید گرما را می‌توان با اندازه‌گیری گرمای تولید شده توسط اکسیداسیون غذا در یک کالری‌متر تخمین زد. این گرما برحسب کیلوکالری بیان می‌شود که واحد متداول انرژی غذایی است که در برچسب‌های غذایی یافت می‌شود.

#### قانون دوم ترمودینامیک
قانون دوم ترمودینامیک در درجه اول به این می‌پردازد که آیا یک فرایند معین امکان پذیر است یا خیر. قانون دوم بیان می‌کند هیچ فرایند طبیعی نمی‌تواند رخ بدهد مگر اینکه با افزایش آنتروپی جهانی همراه باشد. به بیان دیگر یک سیستم ایزوله همیشه به بی‎‌نظمی گرایش دارد. معمولا به اشتباه تصور می‌شود که موجودات زنده از قانون دوم ترمودینامیک سرپیجی می‌کنند زیرا می‌توانند سطح سازمان خود را افزایش دهند. برای اصلاح این تفسیر نادرست، باید صرفا به تعریف سیستم‌ها و مرزها مراجعه کرد. یک موجود زنده یک سیستم باز است که قادر است هم ماده و هم انرژی را با محیط خود مبادله کند. به عنوان مثال یک انسان غذا را می‌گیرد، آن را به اجزای آن تجزیه می‌کند و سپس از آن برای ساخت سلول‌ها، بافت‌ها، رباط‌ها و... استفاده می‌کند. این فرایند باعث افزایش نظم در بدن و در نتیجه کاهش آنتروپی می‌شود. با این حال، انسان‌ها نیز 1)گرما را به لباس‌ها و سایر اشیایی که با آن‌ها در تماس هستند هدایت می‌کنند، 2) به دلیل تفاوت در دمای بدن و محیط، همرفت ایجاد می‌کنند، 3)گرما را به فضا می‌تابانند، 4) مواد حاوی انرژی را مصرف می‌کنند(یعنی غذا)، و 5)دفع مواد زائد(مانند دی اکسید کربن، آب و سایر اجزای تنفسی، ادرار، مدفوع، عرق و ...). با در نظر گرفتن تمام این فرایندها آنتروپی کل سیستم بزرگ‌تر (یعنی انسان و محیط او) افزایش می‌یابد. وقتی انسان از زندگی باز می‌ماند، هیچ یک از این فرایندها(5-1) اتفاق نمی‌افتد، و هرگونه وقفه در فرایندها (مثلا 4 یا 5)به سرعت منجر به بیماری و/یا مرگ و میر می‌شود.